# Lürssen

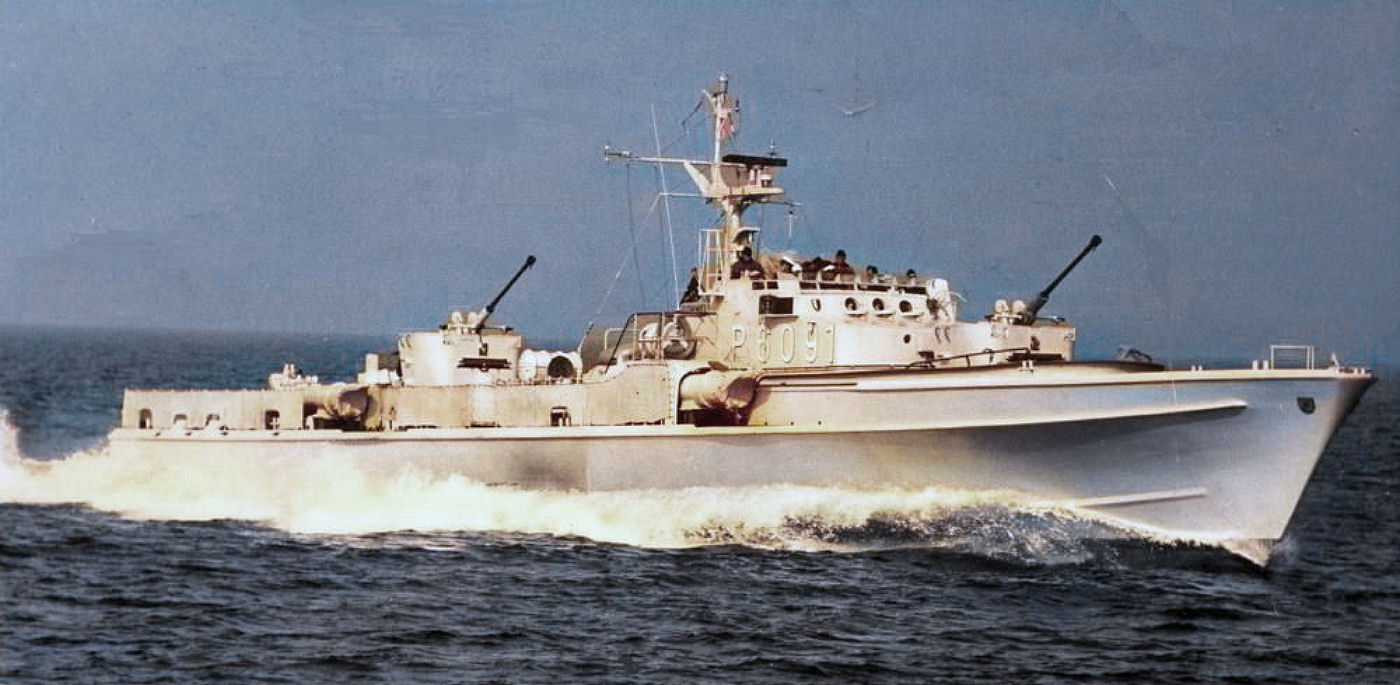
De Dommel van de Jaguarklasse

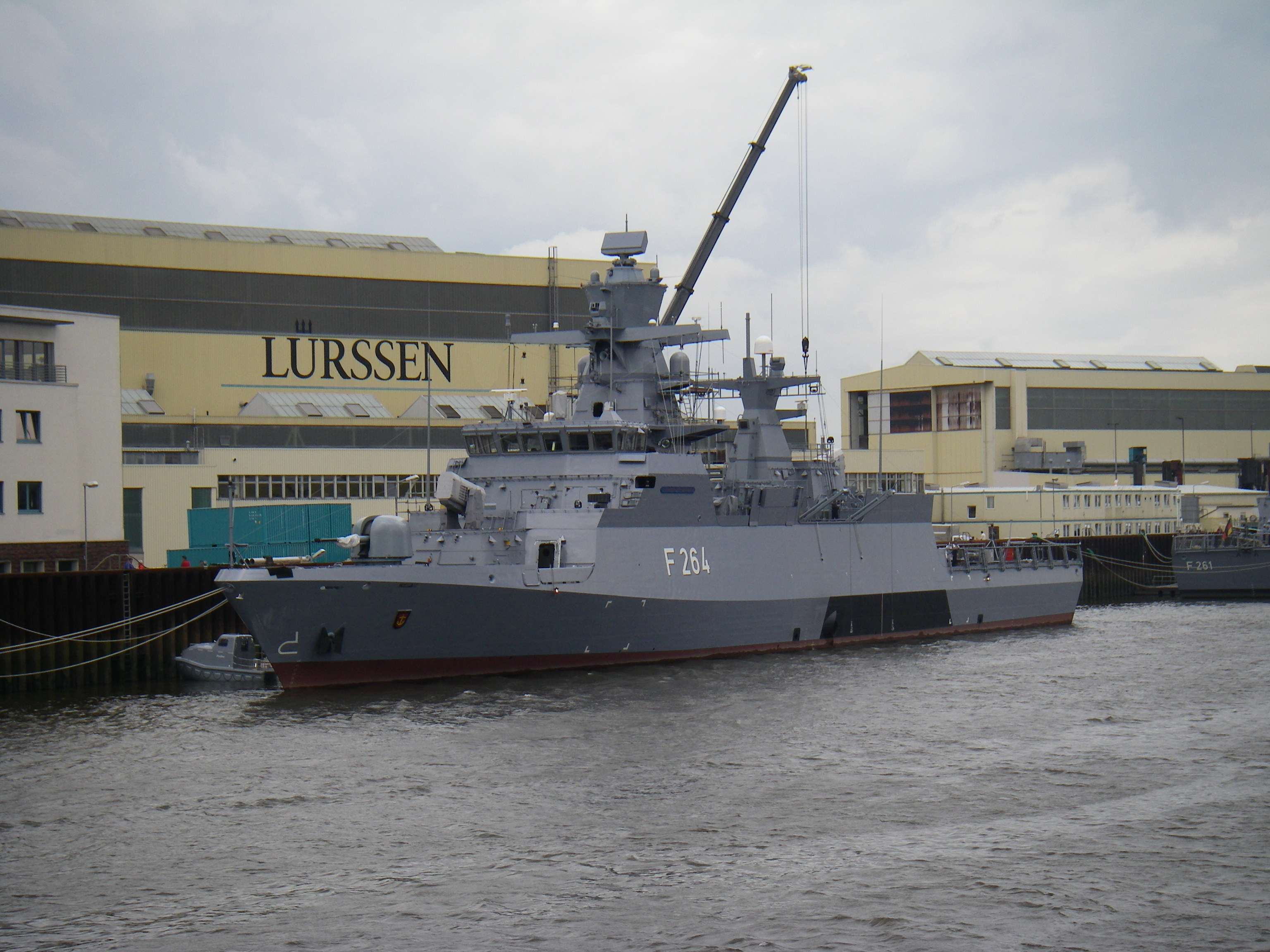
Korvet Ludwigshafen am Rhein

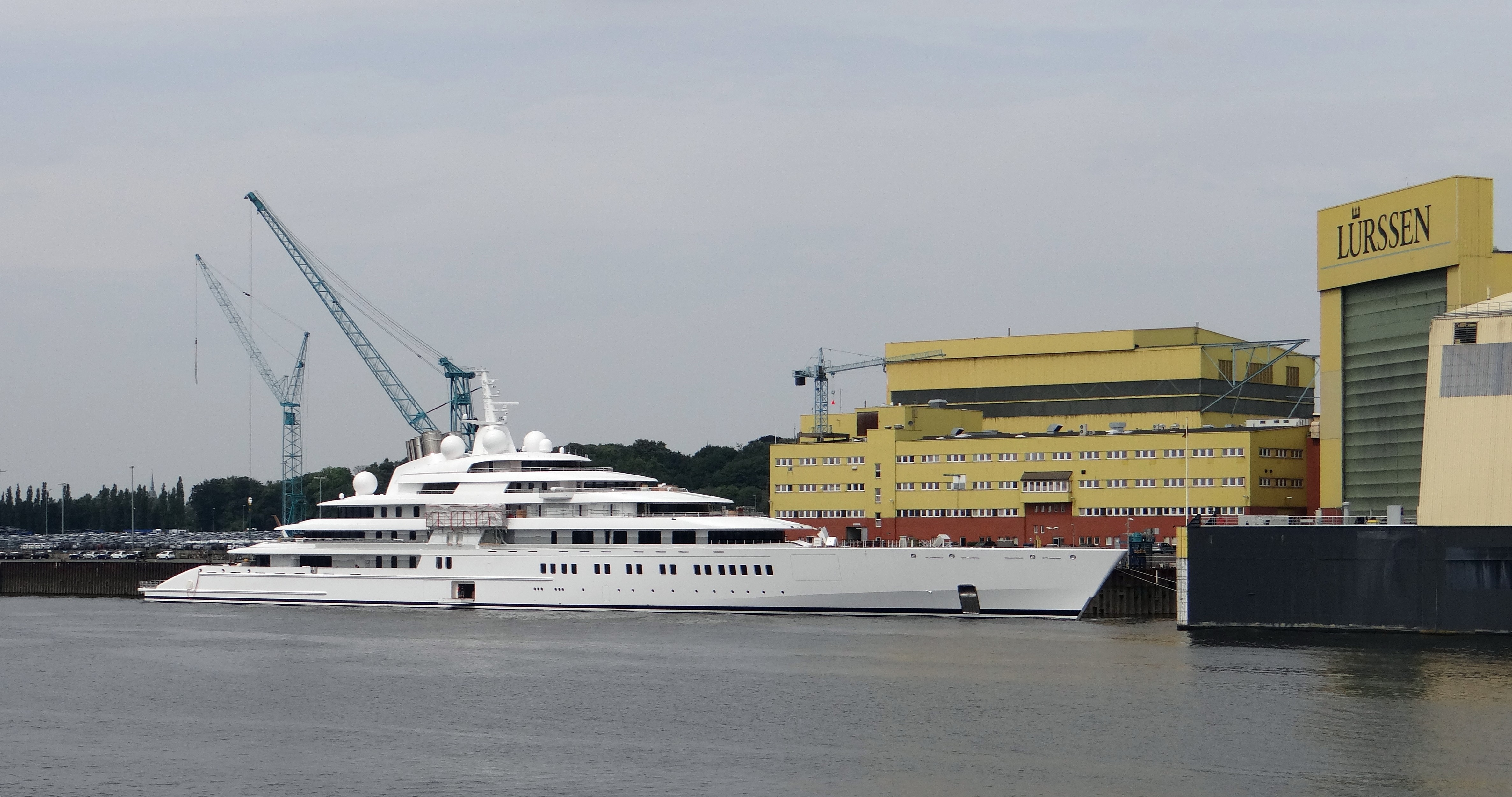
Luxe jacht Azzam bij de werf

Fr. Lürssen Werft GmbH & Co. KG (ook gekend als Lürssen of Lürssen Werft) is een Duitse scheepswerf met hoofdkantoor in Bremen-Vegesack, Noord-Duitsland. De groep beheert onder meer Lürssen Logistics en heeft verscheidene locaties in Duitsland. Lürssen is gespecialiseerd in het design en de constructie van luxejachten en marineschepen.

## Geschiedenis
In 1875 opent de 24 jaar oude Friedrich Lürssen een scheepswerf in Aumund, vlak bij Bremen. Zijn eerste boot geeft al snel aan waarvoor Lürssen later bekend zal worden: originaliteit en topkwaliteit in scheepsbouw. Elf jaar later, in 1886, brengt Lürssen de allereerste motorboot op de markt. De zes meter lange REMS wordt aangedreven door een motor van het merk Daimler.
In 1907 besluit Otto, de enige zoon van Friedrich Lürssen, partner te worden en zo zijn praktische en theoretische kennis te delen met het bedrijf. Otto is een ingenieur in de scheepsbouw en experimenteert met nieuwe en verbeterde technieken. In 1911 wint de Lürssen-Daimler speedboat het onofficiële wereldkampioenschap voor de kust van Monaco. In hetzelfde jaar wint diezelfde boot ook de Prix de la Cote d´Azur en de Grand Prix des Nations.
In 1917, een jaar na de dood van Friedrich Lürssen, gebruikt het Duitse leger van op afstand bestuurbare boten, gebouwd door Lürssen, om zwaar bewapende schepen of bezette havens aan te vallen.
In 1925 wordt het 10.000e schip afgeleverd. Twee jaar later bouwt Lürssen 's werelds snelste pendeljacht, de Oheka II, aangedreven door drie Maybach motoren met een topsnelheid van 34 knopen. Later dat jaar komt het langste en zwaarste jacht ter wereld in de vaart: de 36 meter lange AAR IV van 130 ton.
In 1932 sterft Otto Lürssen en zijn vrouw Frieda neemt de teugels in handen en komt aan het hoofd van het bedrijf te staan. In 1938 neemt de derde generatie plaats in het familiebedrijf. Gert neemt de leiding op zich. In 1939 levert Lürssen drie torpedoboten aan Bulgarije.
In 1948 besluiten Gert en zijn broer Fritz-Otto de aandelen van het bedrijf te delen met hun moeder. In de naoorlogse periode zet Lürssen een nieuwe standaard op het gebied van patrouilleboten. Deze boten, de Jaguars genaamd, zijn met hun 42 meter, langer dan hun voorgangers gebouwd tijdens de Tweede Wereldoorlog. Ze worden de standaard voor toekomstige patrouilleboten.
In 1971 wordt het 71 meter lange jacht Carinthia VI geleverd, een voorloper van de huidige Lürssen jachten. In 1977 wordt het eerste schip in de serie aan de Turkse marine afgeleverd. Drie andere schepen worden door een partner-scheepswerf in Turkije gebouwd. In het totaal worden tien 57 meter lange schepen van het Dogan type afgeleverd. In 1981 sterft Otto-Fritz. Twee jaar later stapt Gert uit het bedrijf en geeft de leiding over aan zijn zoon Friedrich. In 1985 wordt de productie verhuisd van Bremen - Vegesack naar Lemwerder.
Twee jaar later komt Peter Lürssen bij het bedrijf, hij is ook scheepsbouwingenieur. In dat jaar koopt het bedrijf ook de Kröger Werft gelegen aan het kanaal van Kiel. Deze werf is gespecialiseerd in de bouw van jachten tussen de 60 en 90 meter lang.
In 1988 besluit het bedrijf een nieuwe afdeling op te starten. De scheepswerven werken voor 90%  aan marineschepen, maar Lürssen besluit een gedeelte van die capaciteit te gebruiken voor plezierjachten. Onder deze nieuwe afdeling wordt het jacht Be Mine gebouwd en afgeleverd in 1991. Dat jaar wint het ook de prestigieuze International Superyacht Society Design Award en de Superyacht of the Year award.
Op hetzelfde moment levert Lürssen de korvet Victory aan de marine van Singapore. De Verenigde Arabische Emiraten wordt ook klant en bestelt twee Murray JIB helikopterschepen.
In 2013 volgt de aankoop van de Peene Werft en levering van Azzam , met haar lengte van 180 meter, het langste jacht ter wereld van dat moment. In september 2016 worden de Blohm + Voss onderdelen Blohm + Voss Shipyard GmbH én Blohm + Voss Repair GmbH overgenomen van de Britse investeerder Star Capital.
In januari 2020 werd bekend dat het consortium van Lürssen en het Nederlandse Damen Shipyards Group vier fregatten voor de Duitse Marine mag bouwen, alleen het parlement moet nog goedkeuring verlenen. De opdracht heeft een waarde van 4,5 miljard euro. Damen is de hoofdaannemer en verzorgt het ontwerp en het projectmanagement, maar de schepen worden gebouwd in Hamburg op de scheepswerf van Blohm + Voss. Het zijn schepen van het type Mehrzweckkampfschiffe (MKS) type 180. Ze zijn 155 meter lang en kunnen ook ingezet worden bij anti-piraterij-missies en het opsporen van onderzeeërs.

## Het bedrijf

### Locaties
- Lürssen Vegesack is het hart van het bedrijf sinds 1918. De directie, de project managers, en de administratie zijn hier gevestigd. Vegesack is ook de hoofdzetel van het filiaal Lürssen Logistics.
- Lemwerder wordt sinds 1935 gebruikt voor scheepsbouw. Met een oppervlakte van 127.000 m² kan de Lemwerder werf het hele bouwproces uitvoeren. Lemwerder is de thuisbasis van de belangrijkste opslagruimte van Lürssen, en het Refit and Repair Department. De Lürssen Lemwerder werf is gespecialiseerd in de bouw van jachten met een lengte van 80 tot 110 meter.
- Aumund: In 1997 wordt de scheepsbouwer Bremer Vulkan Marineschiffbau overgenomen. Hiermee voegt het een 220 meter lang drijfdok toe aan het bestaande 170 meter lange droogdok. Dat maakt Lürssen Aumund geschikt voor de constructie van de grootste jachten.
- Rendsburg: De Lürssen-Kröger werf, vlak bij Rendsburg is in het bezit van de groep sinds 1987. Deze locatie, gelegen aan het Noord-Oostzeekanaal, tussen de Oostzee en de Noordzee, wordt gebruikt voor de bouw van jachten met een lengte van 60 tot 90 meter, en voor het onderhoud, de herstelling, en de opmaak van marineschepen.
- Wilhelmshaven: Met het oog op expansie, wordt in 2006 de Neue Jadewerft in Wilhelmshaven overgenomen. De werf richt zich op het onderhoud van en aanpassing aan schepen, met een maximale lengte van 150 meter. Het Duitse leger is er klant.
- Berne: Berne werft ligt vlak bij de Lemwerder werf. Hij bestrijkt 400.000 m² en beschikt over uiterst moderne productie- en assemblagegebouwen, een droogdok en een lift die schepen tot 150 meter lengte kan tillen. De Berne werf is gespecialiseerd in het herstellen, het onderhouden en ombouwen van jachten en marineschepen.
- Hamburg: De Hamburg Norderwerft komt vanaf 1 oktober 2012 bij de groep. Ook hier is het belangrijkste doel de herstelling en ombouw van reguliere schepen, maar ook het onderhoud van marineschepen. De site telt drie dokken met een liftcapaciteit van 12.500 ton, drie pieren met een lengte van 450 meter en beschikt over een kraan met een hijsvermogen van 90 ton.
- Hamburg: In 2016 nam het de nieuwbouw- en reparatiewerf Blohm + Voss over. Met 450.000 m² een van de grootste locaties van de groep. Er zijn zeven dokken en de totale kadelengte is zo'n 2100 meter.
- Wolgast: De Peene-Werft,met als thuisbasis Wolgast, behoort tot de Lürssen-groep sinds mei 2013. Deze werf is gespecialiseerd in de bouw en herstelling van marine- en speciale schepen. De werf heeft een oppervlakte van 253.570 m², een verwarmde hal van 46.500 m², een droogdok voorzien van een kraan met een lengte 175 m, een lift voor schepen tot 110 m lang en een 950 m lange afwerkingskade.